# Rue du Général-Buat
Pour les articles homonymes, voir Buat.
La rue du Général-Buat est une rue de Nantes, en France.

## Situation et accès
Située dans le quartier Malakoff - Saint-Donatien, cette artère, presque rectiligne, longue de 1,3 km, débute au rond-point de Paris pour se terminer dans le prolongement de la rue Maréchal-Joffre au niveau de l'avenue Chanzy.
C'est une artère dont les commerces de quartier sont surtout nombreux dans les deux tiers nord (c'est-à-dire à partir du croisement des rues Desaix et de Coulmiers). Même si les immeubles résidentiels et maisons de ville restent néanmoins nombreux, les bâtiments administratifs ou culturels n'y sont pas absents, tel Le Grand T, anciennement Espace 44, maison de la Culture de la Loire-Atlantique.
Depuis octobre 2012, la rue est parcourue par la ligne de Chronobus C1, qui dessert quatre arrêts : Chanzy, Desaix, Saint-Donatien et Chalâtres.

## Origine du nom
Elle porte le nom du général Edmond Buat, officier valeureux de la « Grande Guerre », qui fait ses études au lycée de Nantes et est enterré en outre au cimetière Miséricorde.

## Historique
Le tracé de la rue, qui épousait jusque-là celui du « chemin de Paris », est rectifié trois ans après le changement de dénomination de la voie. En effet, le chemin passait par l'actuelle rue Dufour.
Ce tronçon du « chemin de Paris » prend le nom « rue de Paris » le 27 octobre 1837. Le 30 décembre 1918, le conseil municipal décide d'attribuer à la voie le nom du maréchal Ferdinand Foch, l'un des plus célèbres officiers français, qui est le commandant en chef des forces alliées sur le front de l'Ouest pendant la Première Guerre mondiale. Cependant, cette décision est ajournée puisqu'à l'époque, les voies ou établissements publics ne pouvaient porter le nom de personnalités encore en vie. Le 3 juin 1927, la municipalité décide alors d'attribuer à cette voie le nom de « rue du Général-Buat ». 

## Bâtiments remarquables et lieux de mémoire
Au no 41 de la rue se trouve un immeuble privé de 1966, conçu par les architectes Georges Evano et Jean-Luc Pellerin (assistant). L'édifice de cinq étages évoque la Cité radieuse. La structure est perceptible, les murs de façade étant en léger retrait par rapport au sol et aux murs latéraux. Les loggias côté rue ont un pendant : des balcons en porte-à-faux à l'opposé. Les bandeaux secondaires et les coffres des volets roulant dessinent la géométrie des façades. Les pignons sont aveugles.
À l'arrière, côté sud-ouest, des bandes de béton font office de pare-soleil et dessinent, lorsque la lumière s'y prête, des ombres en perpétuel mouvement. Les cinq étages supérieurs forment un cube en léger porte-à-faux au-dessus du rez-de-chaussée et de l'entresol, présentant un déséquilibre tranchant avec la rectitude des lignes. Ce déséquilibre est renforcé par la forme de la parcelle. Celle-ci est un carré déformé, si bien que l'angle entre le pignon et la façade n'est pas droit.

## Voies secondaires

### Place du51e-Régiment-d'Artillerie
Localisation : 47° 13′ 44″ N, 1° 32′ 25″ O
Cette place arborée située sur le côté sud de la rue, à mi-parcours de celle-ci, commande l'accès de l'entrée principale de l'ancienne caserne Mellinet fermée par une grille et flanquée de deux pavillons identiques, point de départ du futur mail de la Caserne-Mellinet, artère qui doit irriguer un nouveau quartier aménagé dans cette ancienne enceinte militaire.
Le nom de la place est dû au fait que cette caserne fut notamment le cantonnement du 51e régiment d'artillerie de campagne durant la Première Guerre mondiale. Un buste du général Edmond Buat, commencé par Max Blondat et achevé par Paul Landowski, a été transféré à cet endroit, le 1er octobre 1932, depuis le square du Maquis-de-Saffré, cinq ans après que le nom de la rue qui borde la place lui ait été attribué.